# 物部真事
物部 真事（もののべ の まこと、生没年不詳）は、平安時代初期の人物。姓はなし。陸奥国の軍団に勤務した兵士。

## 解説
物部真事の名を記した木簡は、陸奥国の国府が置かれた多賀城跡の西辺の外側に防衛施設として掘られた大溝の跡（SD1511溝）で見つかった。
木簡（第362号・第363号）には、□を判読しがたい箇所として、「十月□□」「□□□人番長旅」「物部真事百五十」などとあった。□□は「上旬」、□□□は「八日三」と読める可能性がある。同時出土の他の木簡との対照から、物部真事は氏名不詳の旅帥を番長とした部隊に属していたと推定できる。
番は交代勤務の軍事集団で、この時期は百数十人で一つの番をなしていた。150は同時に出た他の木簡とも共通の数で、100束で借りた出挙の稲を150束で返すときの出納簿の可能性がある。そうすると、収穫後の10月上旬の8日に3人の兵士が返済したうちの一人が真事ということになる。年代については、出挙の返済利率が3割に下げられたことが確実な承和11年（844年）以前、また勤務期間が旬で簡単に区切れる60日だった承和10年（843年）以前が考えられる。当時の番勤務と出挙の実態を示す資料として重要である。